# Mirani
Mirani – miasto w Australii, w stanie Queensland.